# Risoul
Risoul (okzitanisch Risós) ist eine französische Gemeinde im Département Hautes-Alpes in der Region Provence-Alpes-Côte d’Azur. Sie gehört zum Kanton Guillestre im Arrondissement Briançon. 

## Geographie
Sie grenzt im Norden und im Osten an Guillestre, im Südosten an Vars, im Süden an Saint-André-d’Embrun und im Westen an Saint-Clément-sur-Durance. An der östlichen Gemeindegrenze verläuft der kleine Gebirgsfluss Chagne.

## Bevölkerungsentwicklung
| Jahr      | 1962 | 1968 | 1975 | 1982 | 1990 | 1999 | 2006 | 2012 |
| --------- | ---- | ---- | ---- | ---- | ---- | ---- | ---- | ---- |
| Einwohner | 287  | 289  | 317  | 447  | 526  | 622  | 643  | 665  |

## Sehenswürdigkeiten
- Kirche Saint-Martin, Monument historique

## Tourismus

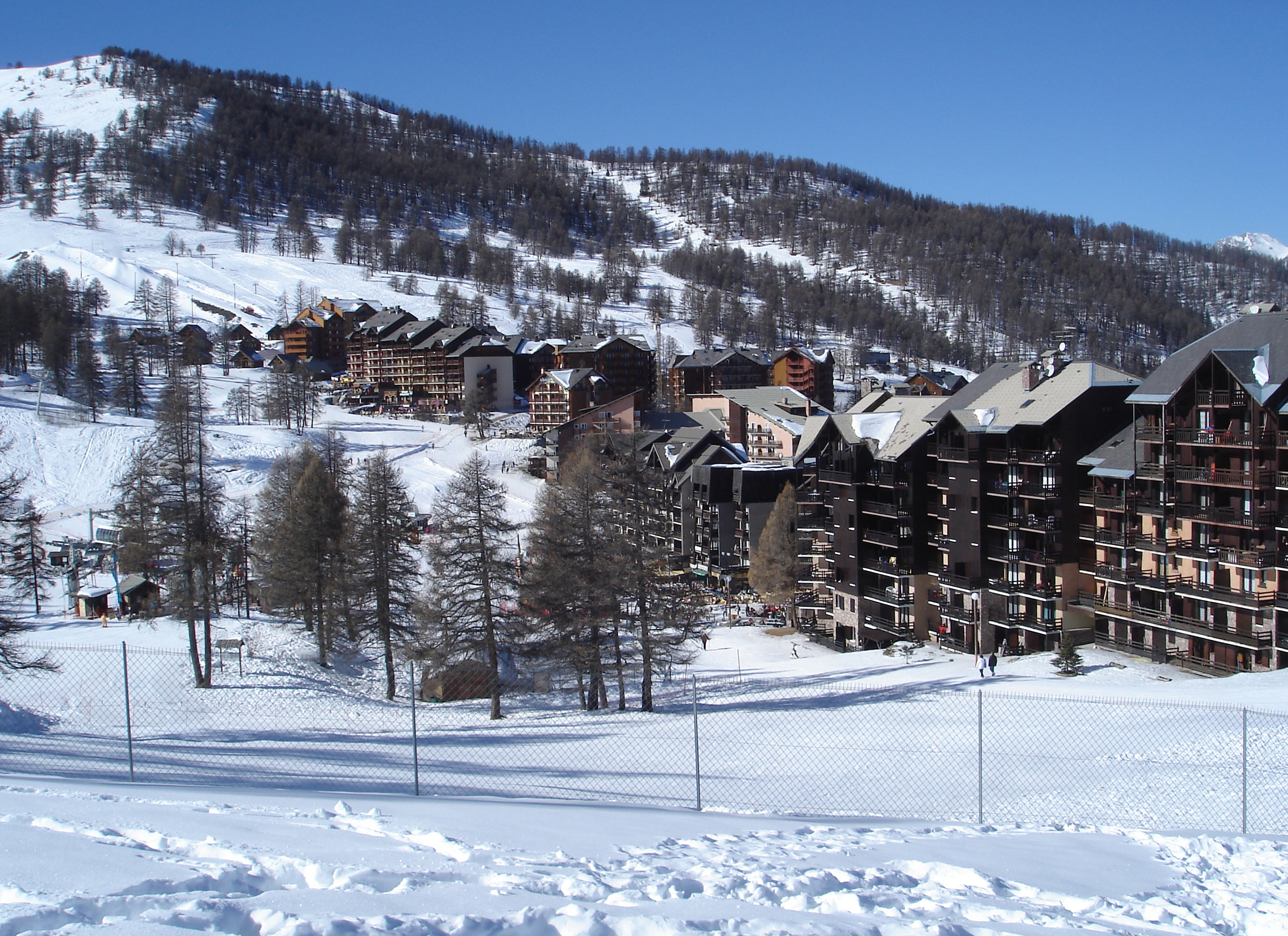
Skistation La Forêt Blanche, genannt Risoul 1850

Das Wintersportgebiet „La Forêt Blanche“, genannt Risoul 1850, ist auf die Gemeinden Risoul und Vars aufgeteilt.